# Friedrich von Graner
Karl Friedrich Hermann von Graner (* 27. März 1847 in Ludwigsburg; † 25. September 1914 in Stuttgart) war ein deutscher Forstwissenschaftler und Forstpräsident.

## Wirken
Friedrich von Graner studierte nach seiner Reifeprüfung in Stuttgart Forstwissenschaft an der Landwirtschaftlichen Hochschule Hohenheim, außerdem belegte er Vorlesungen an der Eberhard-Karls-Universität Tübingen im Bereich Nationalökonomie und Rechtswissenschaft. In den Jahren 1868 und 1869 legte er in Hohenheim die beiden Staatsprüfungen für den Forstdienst ab. Zunächst war Graner als Hilfslehrer und Assistent in der Verwaltung des Forstreviers Hohenheim beschäftigt, seit 1874 arbeitete er dann als Förster, Oberförster und Forstmeister an verschiedenen württembergischen Forstämtern. 1883/84 erhielt er einen Lehrauftrag für Forsteinrichtung und Forstbenutzung an der Universität Tübingen. Im Jahre 1887 wurde er als Nachfolger von Hermann von Nördlinger auf die Professor für Forstwissenschaft an der Tübinger Universität berufen, ohne für das Amt eines Hochschullehrers promoviert oder sich habilitiert zu haben. Weiterhin war Graner in der Forstverwaltung tätig, seit 1903 wirkte er als Leiter der württembergischen Forstdirektion (seit 1912 als Präsident).
Graner, der sich intensiv um den Naturschutz kümmerte, setzte sich für die Reform der Forstverwaltung ein und geriet auf diesem Sektor in Richtungskämpfe, weil er sich gegen eine zu starke Zentralisierung bei der Neuorganisation der Forstverwaltung wandte. Ein Streit mit dem württembergischen Finanzminister führte 1913 zu seinem Eintritt in den Ruhestand.
Graner wirkte in verschiedenen Gremien mit, einige Zeit hatte er den Vorsitz im württembergischen Schwarzwaldverein. Sein Bruder Ferdinand von Graner (1854–1939) war Landgerichtspräsident, er verfasste u. a. ein Buch über die „Geschichte der Waldgerechtigkeit im Schönbuch“.

## Veröffentlichungen (Auswahl)
- (Mitautor): Die forstlichen Verhältnisse Württembergs. Rieger, Stuttgart 1880.
- Forstliche Hilfstafeln sowie Forst- und Jagdkalender auf das Jahr 1882 unter Zugrundelegung der Württembergischen Forstverwaltungseinrichtungen bearbeitet. Riedlingen 1881.
- Die forstpolitischen Ziele der Gegenwart. Akademische Antrittsrede, gehalten am 30. Juni 1887. Laupp, Tübingen 1887.
- Die Forstbetriebseinrichtung. Laupp, Tübingen 1889.
- Forstgesetzgebung und Forstverwaltung. Laupp, Tübingen 1892.
- Der Schwarzwald. Den Mitgliedern der im September 1897 zu Stuttgart tagenden XXV. Versammlung deutscher Forstmänner überreicht. Parey, Berlin 1897.
- Die Forstverwaltung Württembergs. Kohlhammer, Stuttgart 1910 (2. Aufl. 1913).